# Мозалевский, Виктор Иванович
Ви́ктор Ива́нович Мозале́вский (1889—1970) — русский писатель, поэт, переводчик.

## Биография
Потомок декабриста А. Е. Мозалевского, сын генерал-лейтенанта медицинской службы. Родился 15 (27) июля 1889 года в Влоцлавеке (Варшавская губерния). Детство провёл в Измаиле, после распада семьи с матерью и двумя братьями переехал в Тифлис. Старший брат, Леонид, погиб на войне в 1914 году, средний брат, Иван, стал графиком, художественным критиком, в 1926 году уехал в Париж, там жил и творил под псевдонимом Жан Алле, его рукой выполнены иллюстрации к одной из книг В. И. Мозалевского «Фантастические рассказы» (1913).
В 1907 году окончил Тифлисскую гимназию. Около 1908 года семья переехала в Киев. Учился на юридическом факультете Киевского университета. С предпоследнего курса в 1912 году перевёлся на юридический факультет Московского университета, который окончил в 1913 году. Был на фронте (1914—1918), участвовал в боевых операциях, награждён орденом Св. Станислава.
После демобилизации в 1917 году вернулся в Москву, служил юрисконсультом в военно-строительном управлении РККА. Затем продолжал работать по специальности в различных учреждениях. С 1956 года на пенсии.
Был женат на дочери директора мужской математической гимназии М. И. Мелик-Бегляровой.
Умер в Москве 26 ноября 1970 года. Похоронен на Армянском кладбище.

## Литературная деятельность
На литературном поле заявил о себе в 1910-е гг. Первая книга «Фантастические рассказы» была издана в Москве в 1913 г.; вторая — «Обман» — в Берлине в 1923 г. Часть произведений рассеяна в периодических изданиях 1910—1920-х гг. Имеется отдельный фонд В. И. Мозалевского в РГАЛИ, где хранятся его неопубликованные художественные произведения и мемуары «Тропинки, пути, встречи» (недавно увидевшие свет в журнале «Литературный факт»).
Писал в основном небольшие рассказы. Повествование в рассказах нередко разрывали стихи. На манере автора оставила характерный отпечаток его любовь к творчеству Гофмана, Бальзака, Флобера, Стендаля.
Современные исследователи так описывают основу художественного метода Мозалевского: «реалии и лица описываются через художественные ассоциации <…>, сюжетные линии и связи играют ослабленную, подчиненную роль по отношению к самоценным историко-культурным ″натюрмортам″, отражающимся в прихотливо выстроенных рядах сугубо эстетических зеркал; люди и вещи уравниваются, вступают друг с другом в игровые отношения <…>».
Критики сравнивали прозу Мозалевского с произведениями таких выдающихся писателей, как П. П. Муратов, С. А. Ауслендер, М. А. Кузмин, А. В. Чаянов .
В связи с литературной обстановкой 1920-х годов о Мозалевском упоминает М. О. Чудакова в «Жизнеописании Михаила Булгакова».
Представленный в 1927 году сборник прозы был отклонён Госиздатом. Во внутренней рецензии Валериан Правдухин отмечал, что это «или невнятная лирика … с большой долей лжеромантики, или газетная полуфантастика».
После 1930-х гг. практически отошёл от писательства; занимался переводами новелл Ги де Мопассана.